# José María del Toro y Castro
José María del Toro y Castro (Cádiz, 20 de septiembre de 1818- ibidem 1891), político y comerciante, fue alcalde de Cádiz.

## Biografía
José del Toro. Alcalde de Cádiz durante 1871 y 1872. Hijo del matrimonio de Cayetano del Toro Ariza y Josefa Castro Saborido nacerá, en Cádiz, en 1818. Es bautizado el 26 de septiembre de 1818 en la parroquia de Santiago Apóstol como “José María de las Mercedes Fernando Eustaquio del Toro y Castro”, hijo de Cayetano del Toro Ariza, tornero y María Josefa Castro Saborido; siendo sus padrinos José del Toro y María Dolores Escudero; y siendo testigos: Vicente del Toro y Francisco Bacaro.
Otra cuestión que no es menor en el ambiente familiar de los del Toro-Quartiellers es que José María del Toro y Castro destacó en las colectas para ayudar a las víctimas de las epidemias del cólera en 1854 y de la viruela de 1856 y así quedó reflejado en la prensa del momento. Entra desde muy joven en la política activa pero no abandona sus labores como comerciantes. Guisado Cuéllar sostiene la hipótesis de que entrase en círculos políticos de la mano de su socio Francisco Párraga, que sí estaba familiarizado con la política local. En 1868, tanto don José como Párraga aparecen como Concejales.
Ante la muerte del anterior alcalde don Juan Valverde y estando ocupando la Segunda Tenencia de Alcaldía, presidirá el cabildo necrológico extraordinario celebrado y resulta elegido Alcalde en propiedad (de 6 de julio de 1871 a 8 de julio de 1872). Ejercerá también como diputado provincial, senador por la provincia de Cádiz (elegido en 1886, aunque no llegó a jurar el cargo) Comisario Regio de Agricultura, Presidente de la Academia de Bellas Artes de Cádiz y cónsul sustituto del Tribunal de Comercio.
Del Toro Castro aparece como un escribiente y comerciante de muy buena fama y prestigio. Poseía un comercio de ropa confeccionada junto a su socio Francisco Párraga(también introducido en la esfera política a través del partido progresista a mediados del XIX) Párraga y Compañía” (o “Párraga, Toro, Martínez y Cía”o “Párraga, Toro y Cía”) que era un negocio saneado y de buena reputación. Pero, además, la relación personal entre Párraga y del Toro excedía lo mercantil para ser casi familiar y se mantendrá indefinidamente en el tiempo (Párraga era solamente dos años mayor que del Toro). José María del Toro y Castro pertenecía a lo que algunos autores han llamado la burguesía del negocio que era una burguesía esplendente, hasta cierto punto; no suntuaria sino sólida y activa, patriarcal y religiosa, metódica y liberal, con un liberalismo resultante y en función del librecambismo como dogma.

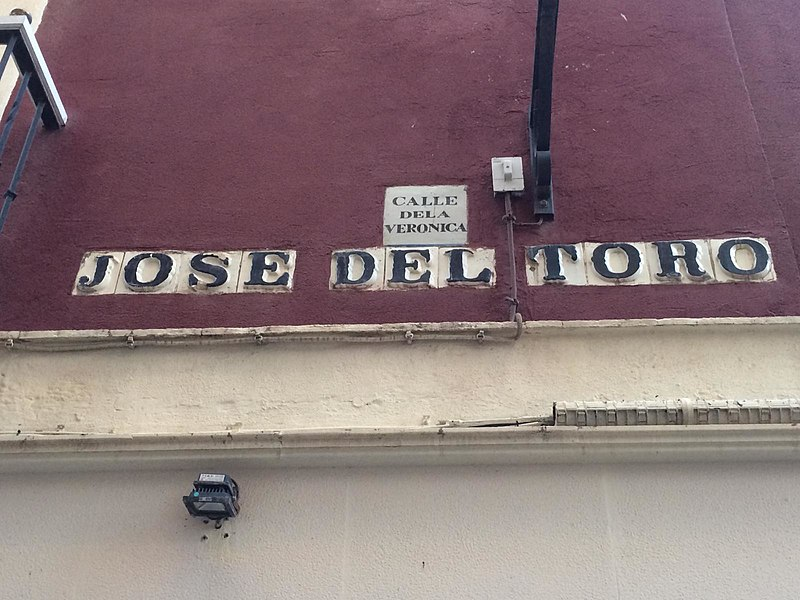
Calle José del Toro. Cádiz

El 3 de enero de 1842, José María del Toro y Castro se casa con Mercedes Cuartellis Picaso (así figura en la inscripción del matrimonio) en la iglesia del Sagrario (Iglesia de Santa Cruz o también conocida como “catedral vieja”), siendo su testigo Antonio Cuartellis y otra persona cuya filiación resulta ilegible en el acta. De esta matrimonio nacerían sus hijos, Cayetano del Toro, José del Toro y Quartiellers y Rosario del Toro Quartiellers.

## Legado
En un rápido resumen podríamos decir que con su obra consiguió: restablecer el depósito y la nueva fábrica de tabacos (el actual edificio del palacio de Congresos frente al muelle de Cádiz), creó la Facultad de Farmacia (inaugurándola el 29 de octubre de 1871) y la de Derecho para Cádiz; pero su fundación predilecta sería el asilo municipal infantil y casa de maternidad de María de la Victoria (inaugurado el 7 de julio de 1872. Todavía existe una placa que recuerda aquella fecha en la actual guardería municipal) para que las madres pudiesen dejar atendidos y bien alimentados a los hijos mientras trabajasen, etc. Y no olvidemos que será un burgués liberal, alineado siempre en una postura modernizadora y social. De trato afable, llano, simpático y agradable, fue muy querido por el vecindario. Persona de hondas preocupaciones filantrópicas, destacó también, por ejemplo, por sus donativos en diferentes colectas.
Terminaría teniendo un importante capital en inmuebles en la capital gaditana, según consta en su documentación presentada ante el Senado, en 1886, tras su elección conforme fijaba la normativa de la época Es importante para destacar que su capital procedía de sus negocios y no de la herencia familiar. No obstante, a pesar de esta relación de fincas, no figuraba en las listas de medianos o grandes contribuyentes de la época, lo cual denota que no pertenecía a la clase social alta (ni aristocrática ni de la mercantil). Es lo que Federico Rubio y Galí afirmaba que era la “clase media burguesa” donde no había ni aristocracia ni clase inferior.
Don José María del Toro fallece en la antigua calle Verónica. Por acuerdo de 1 de septiembre de 1893, el Ayuntamiento decide cambiar el nombre a la calle “Verónica”, donde residía, por “José del Toro” (permaneciendo este nombre hasta la actualidad. Curiosamente, su hijo, el doctor Cayetano del Toro, tuvo consulta propia en la calle José del Toro.